# Športsko novinarstvo
Športsko novinarstvo je oblik novinarstva koji izvješćuje o športskim temama i događajima. Iako su športski odjeli unutar pojedinih novina podrugljivo nazvani odjelom igračaka, jer se športski novinari ne bave ˝ozbiljnim˝ temama, športska pokrivenost je narasla u veoma važan dio novina i naše svakodnevnice.
Športsko novinarstvo je bitan dio svake organizacije medija. Športsko novinarstvo uključuju organizacije koje su posvećene isključivo športskom izvještavanju, pa tako postoje danas vrlo poznate i cjenjene novine kao što su Marca u Španjolskoj, L´Equipe u Francuskoj, La Gazzetta dello Sport u Italiji, Sporting Life u Velikoj Britaniji, tu također spadaju i hrvatske Sportske novosti. U Sjedinjenim Američkim Državama su popularniji športski časopisi kao što su Sports Illustrated i Sporting News te športske radijske postaje i televizijske mreže kao što su ESPN, Eurosport i The Sports Network (TSN).

## Pristupi športskih novinara
U profesionalnim i nekim amaterskim športovima u Sjedinjenim Američkim Državama uobičajna je praksa bila da se omogućilo pravilno akreditiranim novinarima ulazak u športske svlačionice radi razgovora s igračima, trenerima i osobljem nakon utakmice. 
Drugdje u svijetu, osobitno u nogometu, novinarska uloga često izgleda kao da se jedva tolerira od strane klubova i igrača. Na primjer, unatoč ugovornim medijskim obvezama u engleskoj Premier Ligi, ugledni menadžeri Sir Alex Ferguson (Manchester United) i Harry Redknapp ( prvo u Portsmouthu, a sada i u Tottenham Hotspuru), odbili su davati intervjue BBC-u poslije utakmice koji je nositelj ugovora, zbog uočenih nepovoljnih reportaža o njihovima klubovima i njihovom radu u klubovima.
Športsko novinarstvo treba uključiti istraživačke priče, nego da se jednostavno oslanja na priopćenje za tisak i pripremu izvješća. Od športskih novinara se očekuje da će potvrditi činjenice koje su im športaši, ekipe ili organizacije ustupili.

## Društveno – političko značenje
Major League Baseball je zaposlio novinare koji imaju posebnu ulogu na utakmicama. Nazvan je Official Scorers i računao je statistike koje su bile smatrane dijelom službenog zapisa o utakmici.  Športski novinari su uklonjeni s tih pozicija 1980. Godine kako bi se uklonila percepcija sukoba interesa te povećao opseg statistike, dosljednosti i točnosti. Još jedna pozitivna strana njihovog uklanjanja je ta što će športski novinari imati više koristi od senzacionalnih priča nego od bilježenja statističkih podataka. 
Športski novinari redovito imaju veći pritisak od ostalih novinara zbog športskih događaja i zato što se najčešće javljaju na kraju dana kad se podnose športska izvješća i mnoge organizacije ih moraju podržavati i vjerovati im. Ipak se od njih očekuje da koriste iste alate kao i ostali novinari te da ih podupiru istim etičkim i profesionalnim standardima. Oni također moraju voditi računa da ne pokazuju pristranost za bilo koju momčad.

## Športsko novinarstvo u Europi
Tradicija športskog izvještavanja privlači neke od najboljih novinara u športsko novinarstvo u Engleskoj gdje se nekoliko modernih športova, kao što su nogomet, kriket, ragbi ili atletika, prvo organiziralo u nešto slično što bi se danas moglo lako prepoznati.
Kriket, vjerojatno zbog svog uvaženog mjesta u društvu, redovito je privlačio najviše elegantnih novinara. U Manchester Guardianu, u prvoj polovici 20. Stoljeća, zaposlen je bio poznati pisac i kritičar Neville Cardus kao dopisnik za kriket i glazbeni kritičar. Cardus je kasnije imenovan i vitezom za svoje zasluge novinarstvu. Jedan od njegovih nasljednika, John Arlott, koji je također radio kao dopisnik za kriket i koji je postao svjetski omiljen zbog svojih radijskih komentara na BBC-u, također je bio poznat po svojoj poeziji.
Olimpijske igre u Londonu koje su održane 1908. privukle su takav interes publike da su mnoge novine taj događaj dodijelile svojim najboljim novinarima. Tako je Daily Mail imao Sir Arthura Conana Doylea na White City Stadiumu da prati završetak maratona.
Taj maraton na Olimpijskim igrama u Londonu 1908. godine je jedan od najslavnijih i najpoznatijih maratona u povijesti Olimpijskih igara. Početak maratona je bio ispred kraljevske rezidencije i bila je pod pokroviteljstvom britanskih športskih novina Sporting Life. Do samog kraja je vodio Talijan Dorando Pietri, ali je vidno iscrpljen na kraju utrke više puta pogrešno skrenuo. Na kraju su ga preko ciljne linije doslovno prenijela dva gledatelja, te je nesretnom Pietriju zbog te pomoći oduzeta zlatna olimpijska medalja i dodijeljena drugoplasiranom Johnyju Hayesu. Pietri je kasnije ipak za svoj hrabar nastup nagrađen zlatnim pokalom od strane kraljevske obitelji.
U Francuskoj, L`Auto, prethodnik L`Equipa, bio je jednako utjecajan u športskom društvu, kada je 1903. godine objavljeno da je rođen Tour de France. Uloga športskog novinarstva u tom događaju je velika i danas se očituje u vodećem vozaču koji nosi žuti dres, zbog boje papira na kojem L`Auto objavio novost o Tour de Franceu. U Italiji je i Giro d`Italia osnovana na sličan način, gdje vodeći biciklist nosi ružičastu majicu kao simbol za ružičasti list u La Gazzetti dello Sport.

## Športske zvijezde u novinarstvu
Nakon Drugog svjetskog rata, športske sekcije pojedinih britanskih dnevnih novina i nedjeljnih novina nastavio se razvijati i širiti, do točke gdje su se mnogi športski tekstovi u potpunosti odvojili u samostalne športske dijelove. Ponekad bi nedjeljne novine uvodili i dodatne stranice posvećene isključivo jučerašnjim nogometnim rezultatima i izvješćima. 
Neke novine kao što je The Sunday Times, angažirale su Harolda Abrahamsa, olimpijskog pobjednika u utrci na 100 metara iz 1924. Godine, ili londonske Evening News koje su angažirale bivšeg kapetana engleske kriket reprezentacije sir Leonarda Huttona. Tada je počelo usvajanje politike zapošljavanja bivših športskih zvijezda za kolumniste.
Športsko novinarstvo u Velikoj Britaniji je privuklo neke od najboljih i najvećih športskih talenata kao što su Peter Wilson na Daily Mirroru, zatim i Hugh McIlvanney koji je prvo bio na The Observeru, kasnije na Sunday Timesu. U ovom društvu još valja spomenuti i Iana Wooldridge koji je radio za Daily Mail i jednog od najpozatijih nogometnih novinara Briana Glanville koji je radio u Sunday Timesu. Vjerojatno najpoznatiji i najcjenjeniji športski novinar je kolumnist Patrick Collins koji je radio na Mail of Sunday i koji je osvojio pet puta nagradu za najboljeg športskog novinara godine.
Najpoznatije naslovnice športskih novina u drugoj polovici 20. stoljeća su: Masakr u Münchenu na Olimpijskim igrama 1972., zatim i borba karijere Muhammada Alija 1974. Godine za prvaka protiv Georgea Foremana, tragedija na Heyselu u Bruxellesa uoči finala Kupa europskih prvaka 1985. godine između Juventusa i Liverpoola. Novinarske naslovnice su se još bavile i usponima i padovima športskih zvijezda kao što su Tiger Woods, David Beckham, George Best, Lester Piggott i mnoge druge zvijezde.